# بک جی وون
بک جی وون (کره‌ای: 백지원؛ زادهٔ ۳۰ آوریل ۱۹۷۳) بازیگر اهل کره جنوبی است. او فارغ‌التحصیل علوم باغبانی از دانشگاه کیونگ هی است. او فعالیت بازیگری خود را در سال ۱۹۹۶ با ایفای نقش در تئاتر پدرم سرطان گرفت آغاز کرد. او به خاطر ایفای نقش در مجموعه تلویزیونی یکبار دیگر (۲۰۲۰) شناخته می‌شود، به جز این در فیلم همدردی (۲۰۰۷) و مجموعه‌های تلویزیونی کشیش بی‌اعصاب (۲۰۱۹) و از برامس خوشت میاد؟ (۲۰۲۰) حضور پیدا کرده‌است. در سال ۲۰۲۱ او در درام ورزشی پسران راکتی و مجموعهٔ شبکهٔ تی‌وی‌ان، مالیخولیا ایفای نقش کرده‌است. از آثار دیگری که در آنها ایفای نقش کرده‌است می‌توان به وکیل بی‌قانون و ملودرام باش و آنا اشاره کرد.